# Verordnung über den Schwefelgehalt bestimmter flüssiger Kraft- oder Brennstoffe
Die von 2002 bis 2010 geltende Verordnung über den Schwefelgehalt bestimmter flüssiger Kraft- oder Brennstoffe (3. BImSchV) verfolgte das Ziel, den Schwefelgehalt von Heizöl und Dieselkraftstoffen zu verringern. Sie löste die Verordnung über Schwefelgehalt von leichtem Heizöl und Dieselkraftstoff vom 15. Januar 1975 ab. Zugleich war die Verordnung eine nationale Umsetzung der Richtlinien 1999/32/EG und 93/12/EWG.
Für Dieselkraftstoff galt zunächst ein Grenzwert von 350 mg/kg, der ab 1. Januar 2005 auf 50 mg/kg und ab 11. Juli 2009 auf 10 mg/kg gesenkt wurde. Der Grenzwert für Heizöl und Gasöl lag zunächst bei einem Massenanteil von 0,2 Prozent und wurde zum 1. Januar 2008 auf 0,1 Prozent gesenkt. Ausnahmen galten vor allem für den Schiffsverkehr und bei Versorgungsengpässen.
Ende 2010 wurde diese Verordnung durch die Verordnung über die Beschaffenheit und die Auszeichnung der Qualitäten von Kraft- und Brennstoffen abgelöst.